# Dragan Vikić
Dragan Vikić (Sarajevo, 8. listopada 1955.), bosanskohercegovački karateka, bivši pripadnik Ministarstva unutašnjih poslova RBiH i dobitnik Šestotravanjske nagrade grada Sarajeva.

## Životopis
Rođen je u mješovitom braku od oca Hrvata i majke Srpkinje. Osnovnu i srednju školu završio je u Sarajevu. Fakultet za tjelesnu kulturu u Sarajevu završio je 1980. u Sarajevu. Oženjen je i ima jedno dijete.
Tijekom aktivne karijere karatea (5. dan) nikad nije doživio poraz. Bio je trostruki seniorski prvak Jugoslavije u teškoj kategoriji. S reprezentacijom SFRJ osvojio je jednu zlatnu i tri srebrne medalje na europskim prvenstvima. Po završetku aktivne karijere kao stipendist MUP-a završio je Fakultet za fizičku kulturu 1980. u Sarajevu i započinje profesionalnu karijeru u MUP-u. Na samom početku svog rada, kao najmlađi pripadnik policije RBiH, za izuzetne profesionalne rezultate biva nagrađivan s više priznanja. Dao je značajan doprinos razvoju borilačkih sportova u BiH. 
Početkom rata u BiH nalazi se na čelu specijalnog odreda MUP-a RBiH. Zajedno s jedinicom dobiva najviša priznanja za hrabrost i zasluge. Opjevan je u Tifinoj pjesmi "Ponesi zastavu, Dragane Vikiću". Travnja 1992 godine, u Skupštini Republike Bosne i Hercegovine, javno,pred televizijskim kamerama, poziva građane Sarajeva da brane grad od napada srpske vojske, presudno sudjeluje u organizaciji obrane, predvodi Specijalnu jedinicu u teškim borbama i postaje jedan od legendarnih zapovjednika Sarajeva. 
Zbog zločina počinjenog nad osmoricom pripadnika JNA u Velikom parku u Sarajevu podignuta je optužnica protiv njega.
U medijima je optužen da je zapovijedao i bio suodgovoran za masovni ratni zločin nad Hrvatima u Buhinim kućama. Za medije je izjavo kako je postrojbu napustio prije počinjenog zločina.
Od siječnja 1994. godine je na dužnosti načelnika Sektora za istraživanje i primjenu metoda i sredstava u borbi protiv terorizma Ministarstva unutarnjih poslova Republike Bosne i Hercegovine.
Krajem svibnja 2012. godine, Dragan Vikić je pristupio Savezu za bolju budućnost BiH. 
Danas je predsjednik Karate saveza BiH. 

## Odlikovanja
1. "Plaketa bezbjednosti" (bivša SFRJ)
2. "Orden rad sa srebrenim vijencem" (bivša Jugoslavija)
3. Šestotravanjska nagrada Grada Sarajeva (RBiH)[3]
4. "Zlatna policijska značka" (RBiH)[3]
5. "Specijalna značka" (RBiH)[3]
6. "Zlatni Ljiljan" (RBiH)[6]